# Ats Purje
Ats Purje est un footballeur international estonien né le 3 août 1985 à Tallinn en RSS d'Estonie. Il évolue actuellement au poste d'attaquant avec le Tallinna Kalev et en équipe d'Estonie de football.

## Biographie

### Club
Ats Purje fait ses débuts dans le Championnat d'Estonie où il remporte de nombreux trophées nationaux. Il rejoint la Finlande et l'Inter Turku où il remporte de nouveaux titres.
En 2010, il quitte l'Europe du Nord et rallie l'AE Paphos dans le championnat chypriote. Quelques mois plus tard, toujours dans le même championnat, il signe à l'Ethnikos Achna.
En janvier 2012, il retourne en Finlande où il rejoint le Kuopion Palloseura.

### Sélection nationale
Il totalise 57 matches et 8 buts avec l'équipe d'Estonie de football depuis ses débuts le 11 octobre 2006 contre la Russie dans le cadre des éliminatoires du championnat d'Europe de football 2008.
Il se fait remarquer en inscrivant le 2 septembre 2011 le but de la victoire lors d'une rencontre contre la Slovénie, à Ljubljana, dans le cadre des qualifications à l'Euro 2012.

## Palmarès
Ats Purje remporte avec le FC Levadia Tallinn le titre de champion d'Estonie en 2004, 2006 et 2007. Il gagne également avec le club la Coupe d'Estonie en 2004, 2005 et 2007 et, est finaliste de la Supercoupe d'Estonie : 2004, 2005 et 2007. En 2015, il remporte la Coupe d'Estonie.
Avec le club finlandais du FC Inter Tuku, il gagne le championnat de Finlande en 2008. Il remporte aussi la Coupe de la Ligue finlandaise en 2008 et la Coupe de Finlande en 2009. Il est élu joueur du mois de mai 2008 du Championnat de Finlande.

## Buts internationaux
| # | Date             | Lieu                            | Adversaire  | Score | Résultat | Compétition             |
| - | ---------------- | ------------------------------- | ----------- | ----- | -------- | ----------------------- |
| 1 | 20 août 2008     | A. Le Coq Arena, Tallinn        | Malte       | 1 - 1 | 2 - 1    | Amical                  |
| 2 | 3 mars 2010      | Stade Boris-Paichadze, Tbilissi | Géorgie     | 1 - 1 | 2 - 1    | Amical                  |
| 3 | 7 septembre 2010 | A. Le Coq Arena, Tallinn        | Ouzbékistan | 1 - 0 | 3 - 3    | Amical                  |
| 4 | 3 septembre 2011 | Stadion Stožice, Ljubljana      | Slovénie    | 1 - 2 | 1 - 2    | Éliminatoires Euro 2012 |
| 5 | 8 septembre 2014 | A. Le Coq Arena, Tallinn        | Slovénie    | 1 - 0 | 1 - 0    | Éliminatoires Euro 2016 |
| 6 | 9 juin 2015      | Veritas Stadion, Turku          | Finlande    | 0 - 1 | 0 - 2    | Amical                  |
| 7 | 9 juin 2015      | Veritas Stadion, Turku          | Finlande    | 0 - 2 | 0 - 2    | Amical                  |
| 8 | 11 novembre 2015 | A. Le Coq Arena, Tallinn        | Géorgie     | 1 - 0 | 3 - 0    | Amical                  |